# António Alves Martins (poeta)
António Alves Martins (Viseu, 1 de Outubro de 1894 — Viseu, 22 de Fevereiro de 1929), foi um jornalista e poeta português.
O poeta, sobrinho do bispo António Alves Martins, estudou na Faculdade de Direito de Lisboa. Trabalhou como redactor no jornal Diário de Lisboa. Foi preso por ser monárquico.
Morreu em 1929 vítima de Tuberculose.

## Obras
- Anunciação (1921)
- Mulher de Bênção (1923)
- Fogueira Eterna (1926) (escrito na prisão)
- S. Francisco de Assis (1927)
- A Lança de S. Miguel (edição póstuma - 1945)